# Каледонія (Нью-Йорк)
Каледонія (англ. Caledonia) — місто (англ. town) в США, в окрузі Лівінгстон штату Нью-Йорк. Населення — 4154 особи (2020).

## Демографія
Згідно з переписом 2010 року, у місті мешкало 4255 осіб у 1710 домогосподарствах у складі 1181 родини. Було 1802 помешкання
Расовий склад населення:
| - 95,0 % — білих - 2,6 % — чорних або афроамериканців - 0,6 % — азіатів |

До двох чи більше рас належало 1,0 %. Частка іспаномовних становила 1,8 % від усіх жителів.
За віковим діапазоном населення розподілялося таким чином: 22,4 % — особи молодші 18 років, 63,2 % — особи у віці 18—64 років, 14,4 % — особи у віці 65 років та старші. Медіана віку мешканця становила 43,9 року. На 100 осіб жіночої статі у місті припадало 98,5 чоловіків;  на 100 жінок у віці від 18 років та старших — 96,3 чоловіків також старших 18 років.
Середній дохід на одне домашнє господарство  становив 67 553 долари США (медіана — 53 891), а середній дохід на одну сім'ю — 77 334 долари (медіана — 65 938). Медіана доходів становила 42 104 долари для чоловіків та 39 554 долари для жінок. За межею бідності перебувало 5,1 % осіб, у тому числі 3,0 % дітей у віці до 18 років та 6,0 % осіб у віці 65 років та старших.
Цивільне працевлаштоване населення становило 2305 осіб. Основні галузі зайнятості: освіта, охорона здоров'я та соціальна допомога — 21,9 %, виробництво — 18,4 %, роздрібна торгівля — 12,6 %, науковці, спеціалісти, менеджери — 10,7 %.